# Опарин, Виктор Николаевич
Виктор Николаевич Опарин (10 декабря 1951 — 24 ноября 2023) — советский и российский геофизик, специалист в области нелинейной геомеханики и горной геофизики, член-корреспондент РАН (1997), доктор физико-математических наук (1988), профессор (2008).

## Биография
- 10 декабря 1951 года родился в п. г. т. Могзон, Читинской области[2];
- В 1969 году окончил среднюю общеобразовательную школу в пос. Глотовка Ульяновской области[3];
- В 1969 году поступил на геолого-геофизический факультет Новосибирского государственного университета[2];
- В 1974 году окончил геолого-геофизический факультет Новосибирского государственного университета с присвоением квалификации «инженер геолог-геофизик»[1][4];
- С 1974 года работал в Институте горного дела СО РАН[1];
- С 1974 по 1976 год — стажёр-исследователь ИГД СО АН СССР[2];
- с 1976 по 1978 год — аспирант ВЦ СО АН СССР у академика М. М. Лаврентьева[2][5];
- В 1978 году защитил диссертацию на соискание ученой степени кандидата физико-математических наук на тему «Электрометрическая дефектоскопия высокопроводящих пород»;
- С 1978 по 1980 год — младший научный сотрудник в Институте горного дела СО РАН[2];
- С 1985 по 2012 год — заведующий лабораторией горной геофизики[1];
- В 1986 году защитил диссертацию на соискание ученой степени доктора физико-математических наук на тему «Основы теории геомеханической интерпретации данных геофизического каротажа»[6];
- С 1998 по 2003 год — заместитель директора по научной работе ИГД СО РАН[1];
- С 2003 по 2013 год — директор Института горного дела СО РАН[7];
- С 2014 года возглавлял отдел экспериментальной геомеханики в Институте горного дела им. Н. А. Чинакала СО РАН[8].

Скончался 24 ноября 2023 года. Похоронен на Южном кладбище Новосибирска (квартал 22).

## Научная деятельность
Занимался разработкой теоретических основ геомеханической интерпретации геофизических данных, созданием комплексов измерительных приборов диагностики напряженно-деформированного состояния массивов горных пород и контроля геомеханических процессов. Им в соавторстве сделан ряд научных открытий принципиальной значимости в решении проблемы освоения больших глубин для сложных горно-геологических условий:
- явление зональной дезинтеграции горных пород вокруг подземных выработок[11];
- явление знакопеременной реакции горных пород на динамические воздействия от землетрясений, горных ударов и взрывов[12];
- эффект самоорганизации геоматериалов с образованием ячеистых структур в виде пассивного ядра и активной несущей оболочки[13];
- эффект аномально низкого трения в геосредах;
- впервые доказано, что очаговые зоны катастрофических событий на критических стадиях деформирования способны переходить в акустически активные состояния, характеризующиеся конвергенцией резонансных частот по системе геоблоков и усилением амплитуды их колебаний за счёт перехода накоплений упругой энергии структурных элементов в кинетическую[7];
- обнаружено существование в массивах горных пород нелинейных упругих волн маятникового типа, получено отвечающее им кинематическое соотношение, учитывающее структурно-иерархический фактор напряженных геосред и наличие трансляционной компоненты движения геоблоков в стесненных условиях. Это позволило дать объяснение ряду экспериментальных фактов, ранее не находивших объяснения в рамках традиционных теоретических представлений[7].

Автор более 300 научных работ, 12 монографий, 45 авторских свидетельств и патентов.

## Награды
- Медаль ордена «За заслуги перед Отечеством» II степени (2007 год)[15]
- Почётная грамота Правительства Российской Федерации (2009 год)[16]